# Roland Stoltz (ishockeyspelare född 1954)
Denna artikel handlar om ishockeyspelaren Roland Stoltz som bland annat spelat för Skellefteå AIK. För namnen Roland "Rolle" Stoltz, 1931–2001, som spelade i bland annat Djurgården, se Roland Stoltz.
Roland Stoltz, född 1954, är en svensk före detta ishockeyspelare och tränare i Skellefteå AIK. 
Han spelade forward i Skellefteå mellan 1975 och 1987, med undantag för säsongen 1981/82, då han spelade för NHL-laget Washington Capitals. Han avslutade spelarkarriären med två säsonger i Malå IF. Han gjorde 21 landskamper med Tre Kronor och var med i laget som tog silver vid ishockey-VM 1981. 
Efter spelarkarriären var han verksam som tränare för Skellefteå AIK 1995 - 1998 och 2000 - 2001.
Han har valts in till Skellefteå AIK Wall of Fame.